# Xian autonome dai et yi de Jinggu
Le xian autonome dai et yi de Jinggu (景谷傣族彝族自治县 ; pinyin : Jǐnggǔ dǎizú yízú Zìzhìxiàn) est un district administratif de la province du Yunnan en Chine. Il est placé sous la juridiction de la ville-préfecture de Pu'er.

## Démographie
La population du district était de 285 558 habitants en 1999.